# Mělkovice
Mělkovice (německy Melkowitz) je malá vesnice, část okresního města Žďár nad Sázavou. Nachází se asi 3,5 km na východ od Žďáru nad Sázavou. V roce 2009 zde bylo evidováno 46 adres. V roce 2001 zde trvale žilo 63 obyvatel.
Mělkovice leží v katastrálním území Město Žďár o výměře 19,84 km².
Severně od osady protéká potok Staviště, který je levostranným přítokem řeky Sázavy. Prochází zde silnice I/19 a železniční trať Žďár nad Sázavou – Tišnov. Železniční stanice ani zastávka zde není.

## Název
Na vesnici bylo přeneseno původní pojmenování jejích obyvatel Milkovici, které bylo odvozeno od osobního jména Milek a znamenalo "Milkovi lidé". Vesnice existovala v 15. století, poté byla opuštěna a obnovena až v 19. století pod původním jménem, ale nakonec převážil už po staletí souběžně používaný tvar Mělkovice, který byl výsledkem časté záměny slabik mil a měl v osobních a místních jménech.

## Pamětihodnosti
- při silnici kaple
- železný kříž na kamenném podstavci před kaplí
- žulový kamenný kříž u silnice z roku 1859